# Amauris echeria
Amauris echeria là một loài bướm ngày thuộc họ Nymphalidae. Nó được tìm thấy ở miền nam Africa.
Sải cánh dài 55–65 mm đối với con đực và 63-70 đối với con cái. Con trưởng thành bay quanh năm (with peaks in summer và autumn).
Ấu trùng ăn Tylophora anomala, Tylophora stolzii, Cynanchum chirindense, Gymnema (bao gồm Gymnema sylvestre), Marsdenia (bao gồm Marsdenia angolensis và Marsdenia racemosa) và Secamone (bao gồm Secamone africana và Secamone parviflora)..

## Phụ loài
- Amauris echeria echeria (Cape đến Natal, Zululand, Transvaal)
- Amauris echeria jacksoni Sharpe, 1892 (Kenya phía tây của Rift Valley)
- Amauris echeria kikuyu Talbot, 1940 (eastern Kenya (Katamayu to Meru, Nyambeni))
- Amauris echeria chyuluensis van Someren, 1939 (tây nam Kenya (Chyulu, Sagala, Emali, Teita))
- Amauris echeria contracta Talbot, 1940 (western Kenya, Kitale)
- Amauris echeria abessinica Schmidt, 1921 (Eritrea, miền bắc Ethiopia)
- Amauris echeria katangae Neave, 1910 (southern Zaire (southern Shaba), Zambia)
- Amauris echeria fernandina Schultze, 1914 (Fernando Póo (Macías Nguema Island))
- Amauris echeria lobengula (Sharpe, 1890)  (Rhodesia, miền nam Mozambique, miền nam Malawi (Mount Mlanje))
- Amauris echeria meruensis Talbot, 1940 (northern Tanzania (Arusha, Moshi, Nogorongoro))
- Amauris echeria mongallensis Carpenter, 1928 (southern Sudan, miền bắc Uganda)
- Amauris echeria mpala Talbot, 1940 (highlands of Zaire)
- Amauris echeria occidentalis Schmidt, 1921 (Cameroon)
- Amauris echeria septentrionis Poulton, 1924 (northern Kenya (Marsabit, Nyiro, Kulal))
- Amauris echeria serica Talbot, 1940 (southern Tanzania, miền bắc Malawi)
- Amauris echeria steckeri Kheil, 1890 (southern Ethiopia, miền tây Ethiopia, miền nam Sudan)
- Amauris echeria terrena Talbot, 1940 (western Uganda, miền đông Zaire, tây bắc Tanzania, Rwanda, Burundi)
- Amauris echeria whytei Butler, 1894 (southern Malawi (Zomba Plateau))

## Hình ảnh

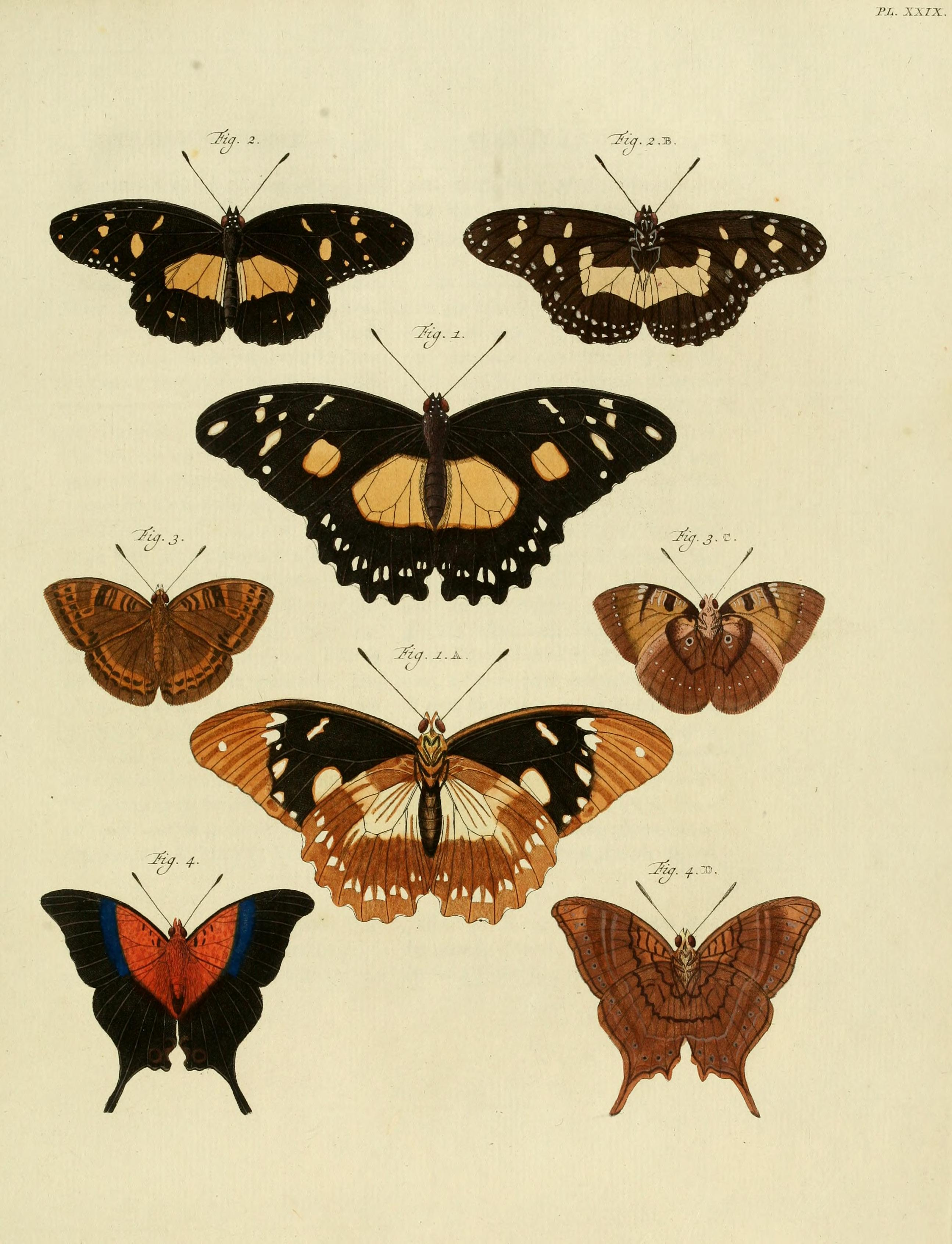
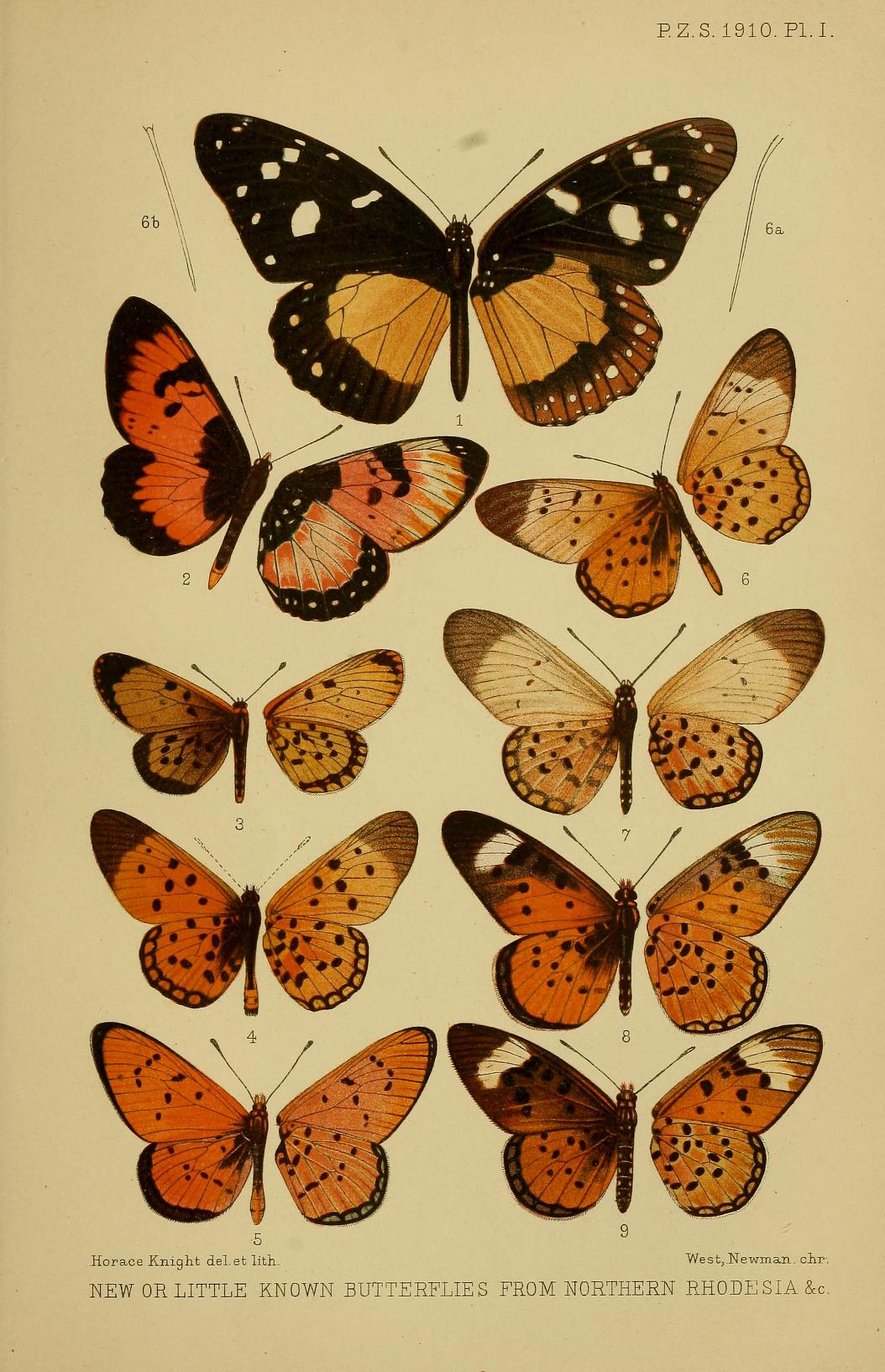